# جيم أفيري
جيم أفيري (بالإنجليزية: Jim Avery)‏ هو لاعب كرة قدم أمريكية أمريكي، ولد في 11 يوليو 1944 في غراند رابيدز في الولايات المتحدة.

## وصلات خارجية
- جيم أفيري على موقع مرجع كرة القدم المحترفة.كوم (الإنجليزية)